# そり舌入破音
そり舌入破音（そりじた にゅうはおん）とは子音の類型の一つ。そり舌の有声入破音。
Unicode は [ᶑ] を用意している。国際音声字母の表には対応する記号が存在しないが、ほかの記号から類推して、そり舌の入破音はこのように記される。
この音を音素としてもつ語はほとんど存在しない。シンド語では、歯茎入破音 [ɗ] の異音として出現する。